# Тхотхан

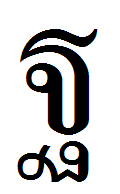

Тхотхан (тайск. ฐาน, тхан — «алтарь») — тхо, 16-я буква тайского алфавита, по произношению идентична букве тхотхунг, но используется только в словах палийского и санскритского происхождения. В качестве инициали слога по стилю тонирования относится к аксонсунг (верхний класс), как финаль относится к матре мекот (в финали закрытого слога произносится как «Т» ). В сингальских палийских текстах соответствует букве махапрана таянна мурддхаджа, в бирманских палийских текстах соответствует букве тхавунбэ.